# Jennifer Spence
Pour les articles homonymes, voir Spence.
Jennifer Spence (née le 22 janvier 1977) est une actrice canadienne. Elle est née et a grandi à Toronto, Ontario, d'un père britannique et d'une mère canadienne d'origine japonaise. Elle réside à Vancouver, en Colombie-Britannique. 
En France, elle est notamment connue pour son interprétation du Dr. Lisa Park dans la série télévisée Stargate Universe et de Betty Robertson dans Continuum.

## Filmographie
- 2016 : Les Voyageurs du temps (série télévisée) : Grace Day (5 épisodes)

- 2016 : Frequency (série télévisée) : Susie Cairone (1 épisode)

- 2016 : Van Helsing (série télévisée) : Karen (1 épisode)

- 2016 : Unreal (série télévisée) : Connie (1 épisode)

- 2016 - 2019 : You Me Her (série télévisée) : Carmen (18 épisodes)

- 2016 : Trying (Court-métrage) : Claire

- 2015 : Girlfriends' Guide to Divorce (série télévisée) : Editor (1 épisode)

- 2015 : Detective McLean (série télévisée) : Ms. Lowens (1 épisode)

- 2015 : Whispers (série télévisée) : Tech Specialist (1 épisode)

- 2015 : The Adept (Court-métrage) : Maddy

- 2015 : Motive (série télévisée) : Melissa Dixon (1 épisode)

- 2014 : Mina.Minerva (Court-métrage) : Robyn

- 2014 : Dernier Noël avant l'Apocalypse (téléfilm) : Alex Novak

- 2012-2014 : Continuum (série télévisée) : Betty Robertson (30 épisodes)

- 2013 : Down River : Aki

- 2012 : Echoes (téléfilm) : Sonya

- 2012 : The Killing (série télévisée) : Eve (1 épisode)

- 2012 : Alcatraz (série télévisée) : Susan Lee (1 épisode)

- 2012 : Supernatural (série télévisée) : Jean Holiday (1 épisode)

- 2012 : Dangereuse liaison (téléfilm) : Dr. Gloria Reese

- 2011 : Exes & Ohs (série télévisée) : Devin (8 épisodes)

- 2009-2011 : Stargate: Universe (série télévisée) : Dr. Lisa Park (36 épisodes)

- 2009-2011 : SGU Stargate Universe Kino (Webisodes) : Lisa Park (9 épisodes)

- 2009 : Eureka (série télévisée) : Dr. Monroe (1 épisode)

- 2007 : Les 4400 (série télévisée) : Joanna (7 épisodes)

- 2007 : Revanche de femme (téléfilm) : Cathy

- 2007 : Mariage sans amour (téléfilm) : Gwen Stathis

- 2006 : Northern Town (série télévisée) : Suko (1 épisode)

- 2005-2006 : Killer Instinct (série télévisée) : Detective Burch (2 épisodes)

- 2005 : Réunion: Destins brisés (série télévisée) : Evelyn (1 épisode)

- 2004 : Huff (série télévisée) : Monique (1 épisode)

- 2001-2004 : Da Vinci's Inquest (série télévisée) : Kimmy / Tricia / Witness (5 épisodes)

- 2004 : Touching Evil (série télévisée) : Aide-soignante (1 épisode)

- 2004 : The Truth About Miranda : 2nde femme

- 2004 : Tru Calling: compte à rebours (série télévisée) : Stephanie Brandis (1 épisode)

- 2003 : Fusion : l'assistante de Zimsky

- 2002 : Le fils du Père Noël (téléfilm) : Gate Attendant

- 2001 : The Heart Department (téléfilm) : Infirmière

- 1997 : Blind Spot (Court-métrage) : la fille dans le parc